# Axel Heidenreich
 Axel Heidenreich (* 12. Mai 1964 in Hanau) ist ein deutscher Arzt und Professor für Urologie am Universitätsklinikum Köln. Seine klinischen Schwerpunkte sind die radikale Tumorchirurgie von Prostata, Harnblase, Niere und Hoden, die medikamentöse Uro-Onkologie, die Salvage-Chirurgie fortgeschrittener urologischer Tumoren und die rekonstruktive urologische Chirurgie. Er war von 2008 bis 2013 Vorsitzender der Leitlinienkommission Prostatakarzinom der Europäischen Gesellschaft für Urologie (EAU). Aktuell ist er Mitglied in der interdisziplinären Leitlinienkommission Prostatakarzinom der Deutschen Gesellschaft für Urologie (DGU) sowie in den Leitlinienkommissionen Prostatakarzinom und Hodentumoren der Europäischen Gesellschaft für Medizinische Onkologie (ESMO). Zudem gehört er dem Gremium Prostatakarzinom der Deutschen Gesellschaft für Hämatologie und Onkologie (DGHO) an.

## Leben
Nach dem Studium der Humanmedizin an der Johannes Gutenberg-Universität Mainz in Mainz und der University of Texas Health Science Center at San Antonio School of Medicine in San Antonio, USA, wurde er 1992 promoviert und schloss 1996 seine Facharztausbildung für Urologie ab. Von 1995 bis 1996 war er Research fellow an der Uniformed Services University of the Health Sciences in Bethesda, Maryland und am Armed Forces Institute of Pathology in Washington, D.C. Von 1997 bis 1998 war er leitender Oberarzt der Klinik und Poliklinik für Urologie der Uniklinik Köln, um dann 1998 seine Habilitation und Venia legendi für das Fach Urologie zu erhalten. Von 1999 bis 2003 war Heidenreich leitender Oberarzt der Klinik für Urologie und Kinderurologie der Philipps-Universität Marburg. 2004 wurde er zum außerplanmäßigen Professor ernannt. 2004–2008 leitete er den Bereich Urologische Onkologie der Klinik für Urologie der Uniklinik Köln. Von 2008 bis 2015 war Heidenreich Direktor der Klinik für Urologie am Universitätsklinikum Aachen. 2015 übernahm er den Lehrstuhl für Urologie am Universitätsklinikum Köln.

## Medizinische Forschung
- Molekulare Prognosefaktoren urologischer Tumoren
- Resistenzmechanismen der Strahlen- und Chemotherapie urologischer Tumoren
- Molekular-getriggerte Therapie urologischer Tumoren
- Operationstechniken lokal fortgeschrittener Tumoren des Urogenitaltraktes

## Wissenschaftliche Auszeichnungen
- 1989, 1998, 2005, 2010: Paul-Mellin-Preis, Nordrhein-Westfälische Gesellschaft für Urologie
- 1993: Award European Symposium on Urolithiasis,
- 1995: Peter-Bischoff-Preis, Norddeutsche Gesellschaft für Urologie,
- 1997: Heinrich-Warner-Preis für Urologische Onkologie,
- 2000: Oncological Urology Award, European Association of Urology
- 2001: BARD-Preis Deutsche Gesellschaft für Urologie
- 2002: Maximilian-Nitze-Preis der Deutschen Gesellschaft für Urologie
- 2003: Fellowship Award der European Association of Urology
- 2009: Bernd-Schönberger-Preis des AK Nierentransplantation der Deutschen Gesellschaft für Urologie

## Mitarbeit in Gremien
- Vorstand der Arbeitsgemeinschaft Urologische Onkologie der Deutschen Krebsgesellschaft
- Vorstand der Interdisziplinären Hodentumorgruppe der Deutschen Krebsgesellschaft
- Leitlinienkommission Prostatakarzinom der Deutschen Gesellschaft für Urologie
- Vorsitzender der Leitlinienkommission Prostatakarzinom der Europäischen Gesellschaft für Urologie
- Vorstand der Europäischen Gesellschaft für Uro-Onkologie
- Vorstand der European Germ Cell Cancer Consensus Group
- Task-Force-Gruppe Hodentumor der Französischen Krebsgesellschaft
- Beratendes Mitglied der Gesellschaft Uro-Onkologie, Belarus
- Beratendes Mitglied der Gesellschaft für Uro-Onkologie, Russland
- Beratendes Mitglied der Gesellschaft für Uro-Onkologie, Türkei

## Veröffentlichungen
- Chemotherapie urologischer Tumoren – ein Ratgeber für Klinik und Praxis. Unimed Science Verlag, Bremen 2009, 2. Auflage 2011.
- mit S. Wille: Atlas der Endoskopie des unteren und oberen Harntraktes. Georg Thieme Verlag Stuttgart, geplanter Erscheinungstermin 9/2008.
- mit P. Albers: Standardoperationen in der Urologie – ein Operationsatlas. Georg Thieme Verlag, Stuttgart 2005.
- mit J. Wolff: Chemoprävention des Prostatakarzinoms. Unimed Science, Bremen 2006.
- (Hrsg.): Technical Aspects of Radical Prostatectomy. European Urology Update Series 2005, in press, Erscheinungstermin 6/2005.
- mit R. Hofmann, V. Ravery: Current Controversies in the management of genitourinary malignancies. Sympomed Verlag, München 2004.
- (Hrsg.): Palliative Therapiestrategien beim Prostatakarzinom. Unimed Science, Bremen 2004; 2. Auflage 2006.
- mit R. Hofmann, J. W. Moul (Hrsg.): Prostate Cancer, Diagnosis and Surgical Treatment. Springer Verlag, 2002.
- (Hrsg.): Advances in Diagnosis and Therapy of Renal Cell Cancer. Springer Verlag, Symposia LIVE  2000, CD-ROM.
- mit R. Hofmann: Fortschritte in der Diagnostik und Therapie des Blasenkarzinoms. In: Onkologie, International Journal for Cancer Research and Treatment, 1999, Supplement 3.
- mit R. Hofmann (Hrsg.): Fortschritte in der Diagnostik und Therapie des Blasenkarzinoms. Springer Verlag, 2000, Symposia LIVE, CD-ROM.
- Fortschritte in der Diagnostik und Therapie des Prostatakarzinoms. In: Onkologie, International Journal for Cancer Research and Treatment, 2000, Supplement 8.
- mit A. Hegele, P. Olbert, R. Hofmann: Prostatakarzinom – Aktuelle Aspekte in der Diagnostik und Therapie. Springer Verlag, Symposia LIVE, 2001.
- mit V. Djukic, M. J. Eble, R. Holy, J. Klotz, D. Pfister, M. Pinkawa, M. D. Piroth: Local prostate cancer radiotherapy after prostate-specific antigen progression during primary hormonal therapy. PMID 23227960
- mit P. Albers, C. Arsov, C. Bokemeyer, B. Bolkmer, E. Ecstein-Fraisse, J. Gschwend, E. Heinrich, F. Honecker, B. Keck, K. Miller, S. C. Müller, B. Otremba, D. Pfister, S. Rogenhofer, M. Retz, H. J. Scholz, U. Steiner, L. Trojan, M. Wirth: Cabazitaxel Plus Prednisone for Metastatic Castration-resistant Prostate Cancer Progressing After Docetaxel: Results from the German Compassionate-use Programme. PMID 23116658
- mit D. Pfister, M. Pinkawa, D. Porres, S. Wilop: Surgical resection of urological tumor metastases following medical treatment. PMID 23093995